# Sarcodon quietus
Sarcodon quietus är en svampart som beskrevs av Maas Geest. 1967. Sarcodon quietus ingår i släktet Sarcodon och familjen Bankeraceae.   Inga underarter finns listade i Catalogue of Life.